# (16246) Cantor
(16246) Cantor  es un asteroide perteneciente al cinturón de asteroides, descubierto el 27 de abril de 2000 por Paul G. Comba desde el Observatorio de Prescott, en Arizona, Estados Unidos.

## Designación y nombre
Cantor se designó inicialmente como 2000 HO3.
Más adelante fue nombrado en honor al matemático alemán  Georg Cantor (1845-1918).

## Características orbitales
Cantor orbita a una distancia media del Sol de 3,0916 ua, pudiendo acercarse hasta 2,5089 ua y alejarse hasta 3,6743 ua. Tiene una excentricidad de 0,1884 y una inclinación orbital de 0,4224° grados: emplea en completar una órbita alrededor del Sol 1985 días.

## Características físicas
Su magnitud absoluta es 14,3. Tiene 7,188 km de diámetro; su albedo se estima en 0,041.